# Sogeum
Een sogeum (Koreaans: (hangul) '소금' of (hanja) 小 of 琴 of 笒; ook wel sogum of sogŭm) is een kleine bamboe dwarsfluit die in traditionele Koreaanse muziek gebruikt wordt. Waar de grotere daegeum een membraan heeft dat resoneert, heeft de sogeum dat niet. De sogeum wordt gebruikt in hofmuziek, muziek van de aristocratische kringen, maar ook in volksmuziek en hedendaagse klassieke muziek, alsmede in pop- en filmmuziek.
Andere grotere fluiten van dezelfde familie zijn de middelgrote junggeum en de grote daegeum; de drie tezamen heten samjuk (hangul: 삼죽; hanja: 三竹; letterlijk "drie bamboes"), net als de drie belangrijkste fluiten uit de Silla periode.